# Pickfordiateuthis
Pickfordiateuthis is een geslacht van pijlinktvissen uit de familie van Loliginidae.

## Soorten
- Pickfordiateuthis bayeri Roper & Vecchione, 2001
- Pickfordiateuthis pulchella Voss, 1953
- Pickfordiateuthis vossi Brakoniecki, 1996